# Musikjahr 1842
Liste der Musikjahre

◄◄ | ◄ | 1838 | 1839 | 1840 | 1841 | Musikjahr 1842 | 1843 | 1844 | 1845 | 1846 | ► | ►►

Weitere Ereignisse
Dieser Artikel behandelt das Musikjahr 1842.

## Ereignisse
- 27. Februar: Der Violinist Ferdinand Laub gibt im Alter von zehn Jahren sein erstes Konzert.
- 28. März: Am Ostermontag begründet Hofkapellmeister Otto Nicolai mit dem Wiener Hofopernorchester die Tradition der Philharmonischen Konzerte.
- 02. April: Bei einem von Ureli Corelli Hill initiierten Treffen wird in New York die Philharmonic Symphony Society of New York gegründet. Die New Yorker Philharmoniker sind damit das älteste Symphonieorchester der USA und werden heute zu den „Big Five“ der Orchester gezählt.
- Die Ballett-Pantomime Napoli oder Der Fischer und seine Braut von August Bournonville wird in Kopenhagen uraufgeführt. Die Musik ist eine Gemeinschaftsarbeit der dänischen Komponisten Edvard Helsted (Akt 1), Niels W. Gade (Akt 2), Holger Simon Paulli (Akt 3) und Hans Christian Lumbye (Galopp im Finale von Akt 3), unter Verwendung von Volksweisen und einer Melodie von Gioachino Rossini.

## Instrumental und Vokalmusik (Auswahl)
- Franz Berwald: Sinfonie Nr. 1 g-Moll Sinfonie sérieuse; Sinfonie Nr. 2 D-Dur Sinfonie capricieuse; weitere Orchesterwerke: Ernste und heitere Grillen; Erinnerung an die norwegischen Alpen; Bayaderen-Fest; Wettlauf
- Frédéric Chopin: Trois Mazurkas G-Dur, As-Dur, cis-Moll op. 50; Impromptu Nr. 3 Ges-Dur op. 51; Ballade Nr. 4 op. 52 (1842 vollendet, 1843 veröffentlicht); Polonaise As-Dur op. 53 (1842 vollendet, 1843 veröffentlicht)
- Niels Wilhelm Gade: Sinfonie Nr. 1 c-Moll, op. 5; Sonate für Violine und Klavier op. 6
- Felix Mendelssohn Bartholdy: Im Leipziger Gewandhaus findet am 3. März die Uraufführung der 3. Sinfonie („Schottische Sinfonie“) unter der Leitung des Komponisten statt.
- George Onslow: Streichquartett op. 65
- Clara Schumann: Sonate für Klavier g-Moll; 1. Symphonie B-Dur op. 38 für Klavier vierhändig (zusammen mit Robert Schuhmann)
- Robert Schumann:  Quintett Es-Dur op. 44; Klavierquartett Es-Dur op. 47
- Johann Strauss (Vater): Egerien-Walzer op. 134

## Musiktheater

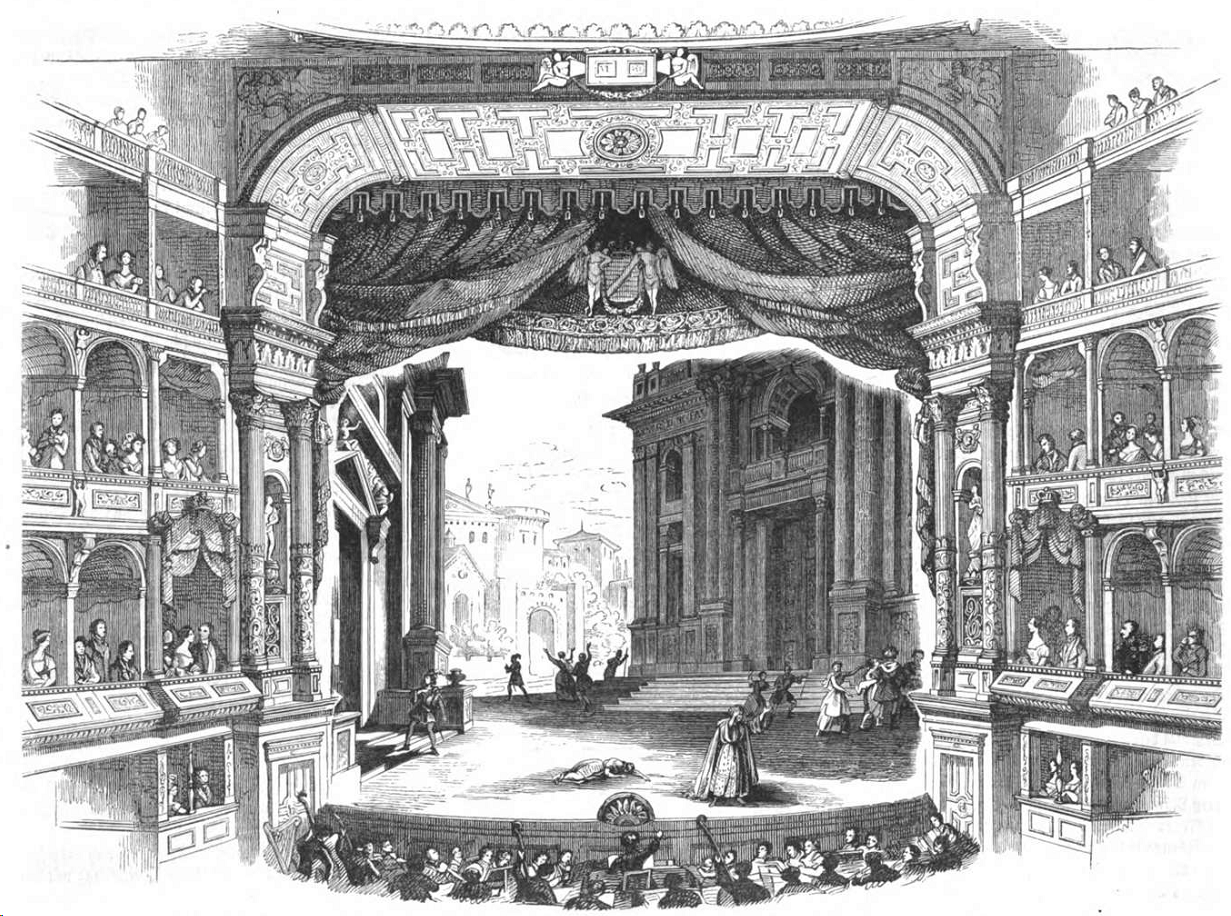
Uraufführung des Rienzi am Königlichen Hoftheater in Dresden am 20. Oktober 1842. Rienzi sang Joseph Tichatschek, Adriano Wilhelmine Schröder-Devrient

- 04. Januar: Uraufführung der Oper Il proscritto von Saverio Mercadante (Musik) mit einem Libretto von Salvadore Cammarano im Teatro San Carlo in Neapel
- 09. März: Giuseppe Verdis Oper Nabucco mit dem Libretto von Temistocle Solera wird am Teatro alla Scala di Milano in Mailand uraufgeführt. Verdis dritte Oper wird ein Sensationserfolg, er selbst zum Helden des italienischen Opernlebens. Der Gefangenenchor Va, pensiero nach Psalm 137 wird zum berühmtesten Chor Verdis.
- 10. März: Uraufführung der Posse Einen Jux will er sich machen von Johann Nestroy mit der Musik von Adolf Müller senior.
- 19. Mai: Die Oper Linda di Chamounix von Gaetano Donizetti wird mit Eugenia Tadolini in der Hauptrolle am Theater am Kärntnertor in Wien mit großem Erfolg uraufgeführt.
- 21. Juni: Uraufführung der romantischen Oper Der Edelknecht von Conradin Kreutzer in Wiesbaden.
- 22. Juni: Uraufführung des Balletts La jolie fille de Gand von Adolphe Adam in Paris
- 08. August: Uraufführung der Fairy Opera Little Red Riding Hood, von Mary Anne A’Becket am Surrey Gardens Theatre
- 13. Oktober Uraufführung der Oper Le roi d’Yvetôt von Adolphe Adam in Paris, Opéra-Comique
- 20. Oktober: Richard Wagners tragische Oper Rienzi, der letzte der Tribunen wird am Königlichen Hoftheater Dresden uraufgeführt. Mit seiner dritten vollendeten Oper gelingt dem Komponisten der Durchbruch.
- 09. Dezember: Ruslan und Ljudmila, eine Oper in fünf Akten von Michail Iwanowitsch Glinka auf ein Libretto von Nestor Kukolnik und anderen nach dem gleichnamigen Versepos Alexander Sergejewitsch Puschkins wird in Sankt Petersburg uraufgeführt.
- 31. Dezember: Die Uraufführung der komischen Oper Der Wildschütz von Albert Lortzing erfolgt am Stadttheater in Leipzig. Das Libretto schrieb der Komponist selbst nach dem Lustspiel Der Rehbock oder Die schuldlos Schuldbewussten von August von Kotzebue.

Weitere Werke
- Giovanni Pacini: La fidanzata corsa (Oper)
- Heinrich Dorn: Das Banner von England (romantische Oper in vier Akten)
- François Benoist: Messe de Requiem pour trois voix d'homme et une d'enfant, avec accompagnement d'orgue ad libitum
- Giuseppe Lillo: Lara (lyrische musikalische Tragödie)
- Niels Wilhelm Gade: Agnete og havmanden (Agnethe und der Wassermann), (Bühnenmusik)

## Instrumentenbau
- Der englische Orgelbauer John Abbey beendet den Bau der Orgel der Kathedrale von Viviers.[1]

## Publikationen
- Méthode complète de chant von Luigi Lablache (veröffentlicht um 1842)

## Geboren

### Geburtsdatum gesichert
- 07. Januar: Johan Lindegren, schwedischer Komponist, Kirchenmusiker, Musikpädagoge und -theoretiker († 1908)
- 13. Januar: Heinrich Hofmann, deutscher Komponist († 1902)
- 22. Januar: Henri Maréchal, französischer Komponist († 1924)
- 08. Februar: Josef Schantl, österreichischer Musiker († 1902)

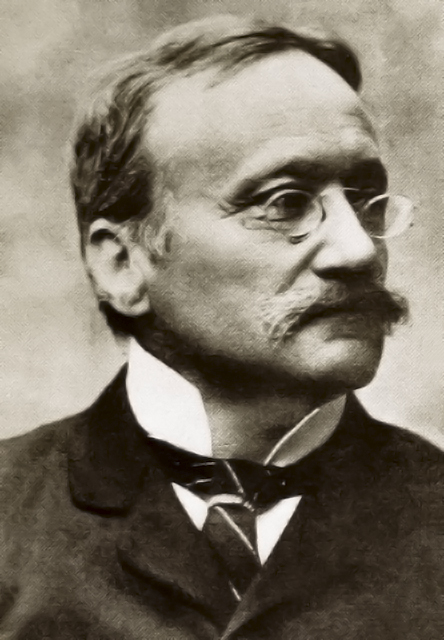
Arrigo Boito; * 24. Februar

- 24. Februar: Arrigo Boito, italienischer Schriftsteller und Komponist († 1918)
- 26. Februar: Hugo Bußmeyer, deutscher Komponist († 1912)
- 06. März: Albert Werkenthin, deutscher Komponist, Pianist, Organist, Musiklehrer und Musikdirektor († 1914)

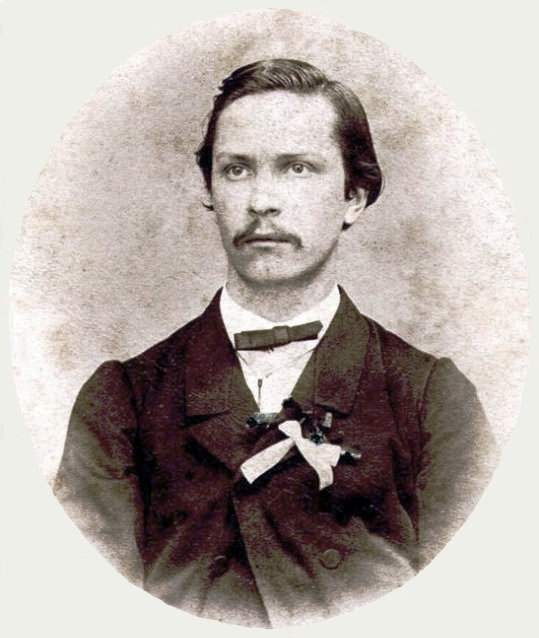
Mykola Lyssenko; * 22. März

- 22. März: Mykola Lyssenko, ukrainischer Komponist, Pianist und Dirigent († 1912)
- 24. März: Gabrielle Krauss, österreichische Opernsängerin († 1906)
- 01. April: Edmund Neupert, norwegischer Pianist, Komponist und Musikpädagoge († 1888)
- 26. April: William Chaumet, französischer Komponist († 1903)
- 29. April: Carl Millöcker, österreichischer Operettenkomponist († 1899)
- 01. Mai: Janet Monach Patey, englische Sängerin († 1894)

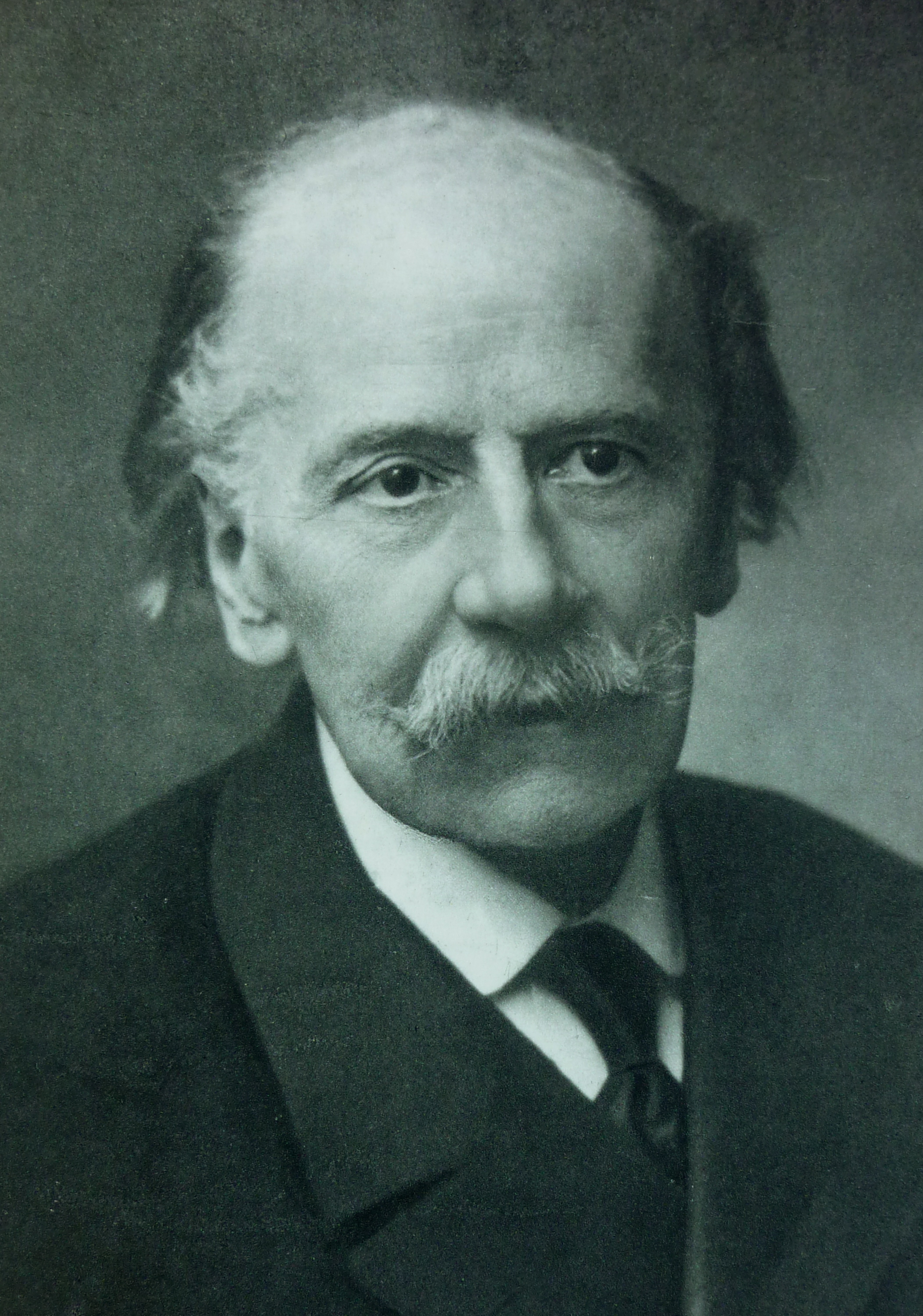
Jules Massenet; * 12. Mai

- 12. Mai: Jules Massenet, französischer Komponist († 1912)
- 13. Mai: Arthur Sullivan, englischer Organist, Dirigent und Komponist († 1900)
- 13. Mai: Giuseppe Terrabugio, italienischer Organist, Komponist und Kirchenmusiker († 1933)
- 12. Juni: Rikard Nordraak, norwegischer Komponist († 1866)
- 13. Juni: Camilla Urso, französische Geigerin und Musikpädagogin († 1902)
- 19. Juni: Carl Zeller, österreichischer Jurist und Komponist († 1898)
- 29. Juni: Josef Labor, österreichischer Komponist und Pianist († 1924)
- 05. Juli: Wilhelmine Holmboe-Schenström, norwegische Mezzosopranistin und Konzertsängerin († 1939)
- 18. Juli: Louis Debierre, französischer Orgelbauer († 1920)
- 22. Juli: Wenzel Abert, böhmischer Geiger, Bratschist und Komponist († 1917)
- 30. Juli: Vojtěch Hřímalý, tschechischer Komponist, Dirigent und Geiger († 1908)
- 11. August: Reinhold Becker, deutscher Komponist, Violinist und Chorleiter († 1924)
- 18. August: Philipp De Ponti, österreichischer Harmonika- und Harmoniumerzeuger († 1918)
- 13. September: Ödön Mihalovich, ungarischer Komponist († 1929)
- 23. September: Karl Munzinger, Schweizer Komponist und Chorleiter († 1911)
- 13. Oktober: Antonio Pasculli, italienischer Oboist († 1924)
- 21. Oktober: Max Schrattenholz, deutscher Pianist und Violinist († 1894)
- 24. Oktober: Josef Nešvera, tschechischer Komponist († 1914)
- 26. Oktober: Hugo Alpen, deutsch-australischer Komponist († 1917)
- 05. November: Amelia Bailey, australische Sängerin († 1932)
- 06. November. Gustave Gagnon, kanadischer Organist, Musikpädagoge und Komponist († 1930)

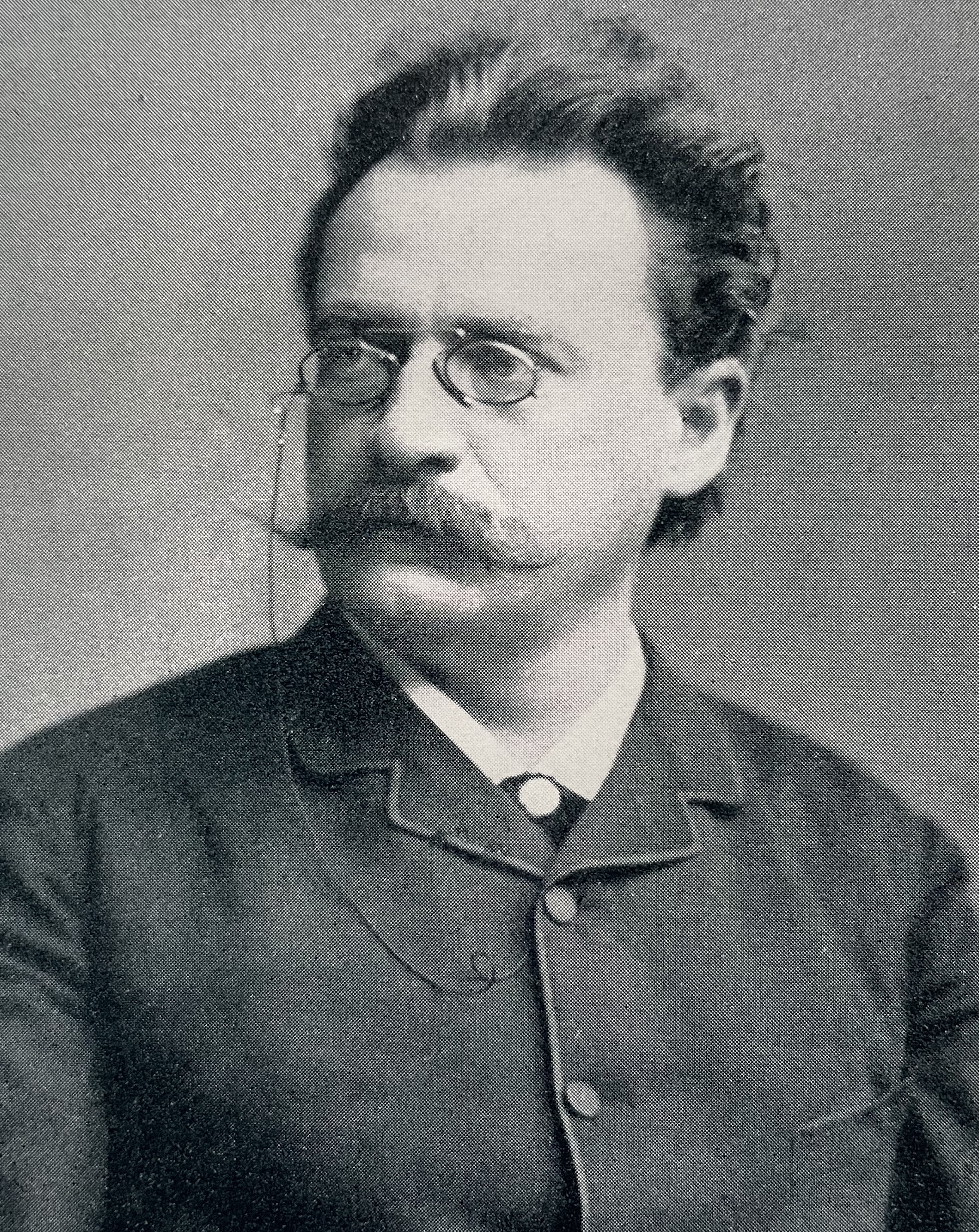
Eugen Gura; * 8. November

- 08. November: Eugen Gura, österreichischer Opernsänger († 1906)
- 10. November: Domenico Acerbi, italienischer Dirigent, Musikpädagoge und Komponist († 1921)
- 25. November: Friedrich Wiedemann, deutscher Orgelbauer († 1878)
- 29. November: Leopoldine Hofmann, österreichische Sängerin und Ehefrau des Erzherzogs Heinrich von Österreich († 1891)
- 30. November: Charles Sumner Warren, kanadischer Orgelbauer († 1933)
- 06. Dezember: Wilhelm Rühlmann, deutscher Orgelbauer († 1922)
- 14. Dezember: Victor Langer, ungarischer Komponist († 1902)
- 15. Dezember: Armes Beaumont, australischer Sänger († 1913)
- 16. Dezember: Melitta Otto-Alvsleben, deutsche Sängerin († 1893)
- 24. Dezember: Nicola D’Arienzo, italienischer Komponist, Musikschriftsteller und Musikpädagoge († 1915)

### Genaues Geburtsdatum unbekannt
- Gabriel Desmoulins, französischer Komponist, Organist und Musikpädagoge († 1902)
- Alberto Giovannini, italienischer Komponist und Musikpädagoge († 1903)
- Cesare Rossi, italienischer Komponist († 1909)

## Gestorben

### Todesdatum gesichert
- 19. Januar: Heinrich Anton Hoffmann, deutscher Violinist und Komponist (* 1770)
- 21. Februar: Vojtěch Živný, böhmischer Pianist, Violinist, Lehrer und Komponist (* 1756)
- 00. Februar: Jean Emanuel Bliesener, Violinist und Komponist (* 1765)
- 01. März: Jean-François Roger, französischer Politiker, Schriftsteller und Mitglied der Académie française (* 1776)

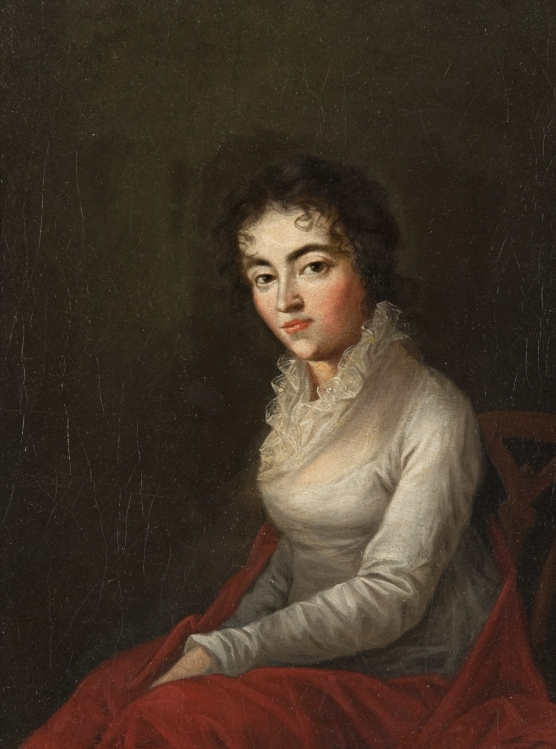
Constanze Mozart; † 6. März

- 06. März: Constanze Mozart, Ehefrau von Wolfgang Amadeus Mozart (* 1762)
- 07. März: Christian Theodor Weinlig, Komponist und Chordirigent in Dresden und Leipzig (* 1780)

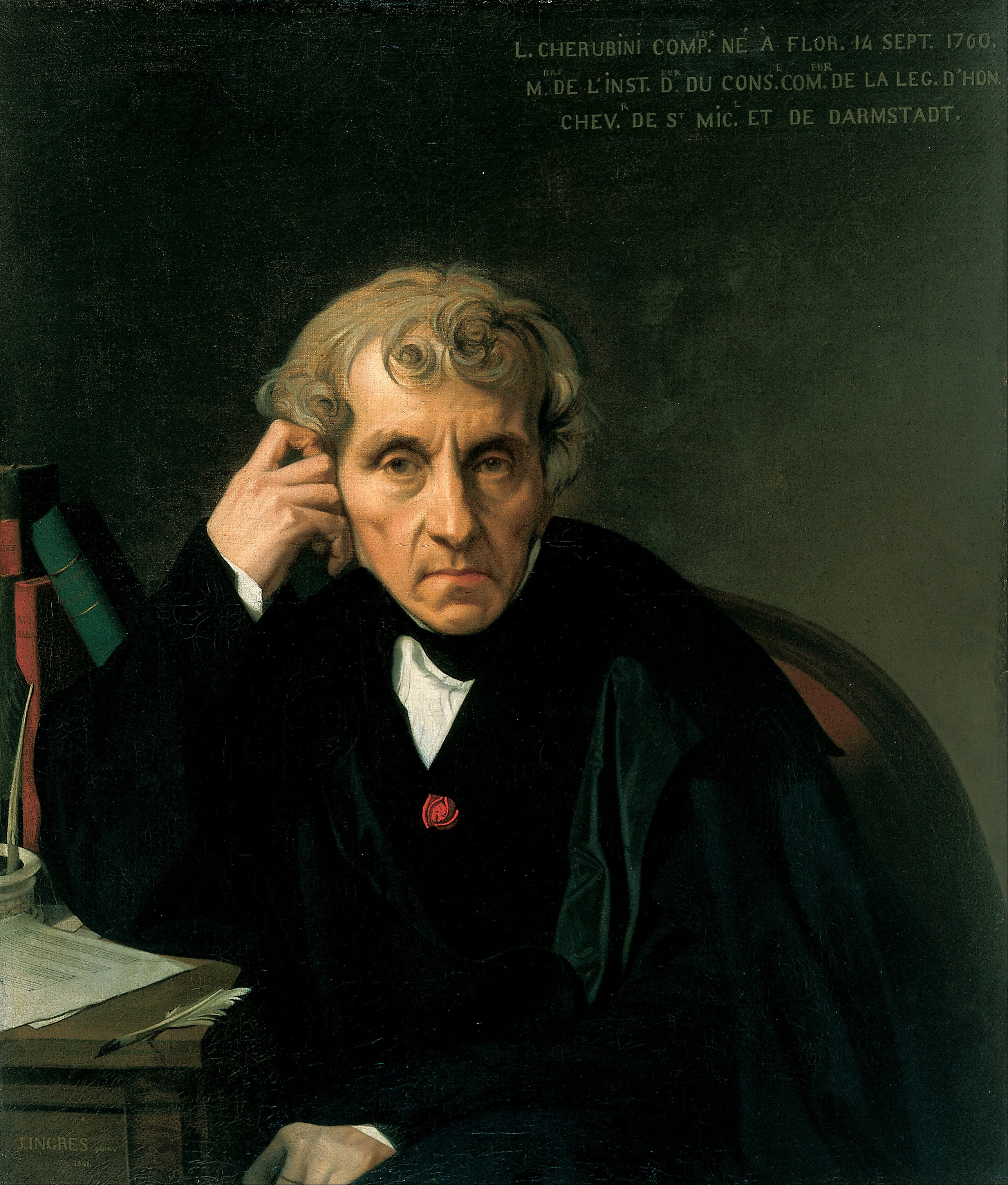
Luigi Cherubini; † 15. März

- 15. März: Luigi Cherubini, italienischer Komponist (* 1760)
- 20. März: Jacob Auch, deutscher Uhrmacher, Instrumentenbauer und Konstrukteur von Rechenmaschinen (* 1765)
- 31. März: Carl Baermann, deutscher Fagottist (* 1782)
- 06. April: Johann Anton André, deutscher Komponist und Musikverleger (* 1775)
- 19. April: Carl Groß, österreichischer Musiker und Beamter (* 1800)
- 20. April: Jan Matuszyński, polnischer Arzt und enger Freund oder Liebhaber des Komponisten Frédéric Chopin (* 1808)
- 06. Mai: André Stein, deutscher Klavierbauer (* 1776)
- 20. Juni: Michael Umlauf, österreichischer Komponist und Kapellmeister (* 1781)
- 00. Juni: Rosa Eleonore Behrend, deutsche Sängerin (* 1818)
- 03. Juli: Matilde Palazzesi, italienische Opernsängerin (Sopran) und Primadonna (* 1802)
- 04. Juli: Catharina Sophia Karels, niederländische Konzertsängerin und Gesangslehrerin (* 1809)
- 12. August: Fanny Eckerlin, italienische Opernsängerin (Mezzosopran/Alt) (* 1892)
- 18. August: João Domingos Bomtempo, portugiesischer Komponist (* 1775)
- 15. September: Pierre Baillot, französischer Violinspieler und Komponist (* 1771)
- 02. Oktober: José Mariono Elízaga, mexikanischer Komponist (* 1786)
- 08. Oktober: Christoph Ernst Friedrich Weyse, dänischer Komponist (* 1774)
- 03. November: Franz Clement, österreichischer Violinist, Pianist, Dirigent und Komponist (* 1780)
- 13. November: Wilhelm Ferdinand Rong, deutscher Komponist, Kammermusiker, Musikpädagoge und Autor (* 1759)
- 15. November: Joseph Rastrelli, sächsischer Komponist und Dirigent (* 1799)
- 24. November: Pehr Frigel, schwedischer Komponist (* 1750)
- 12. Dezember: Lea Mendelssohn Bartholdy, preußische Pianistin, Musik- und Kulturfördererin, Mutter von vier musikalisch hochbegabten Kindern (* 1777)
- 16. Dezember: Friedrich Rochlitz, sächsischer Erzähler, Dramatiker, Komponist und Musikschriftsteller (* 1769)
- 18. Dezember: Giuseppe Nicolini, italienischer Opernkomponist (* 1762)
- 25. Dezember: Friedrich Dionys Weber, böhmischer Komponist (* 1766)

### Genaues Todesdatum unbekannt
- Friedrich Ludwig Aemilius Abel, deutscher Geiger (* 1770)
- Katharina Eunicke, deutsche Opern- und Konzertsängerin (* 1804)
- Juan Meserón, venezolanischer Flötist und Komponist (* 1779)